# جورج س. ثورب
جورج س. ثورب (بالإنجليزية: George C. Thorpe)‏ هو كاتب وضابط أمريكي، ولد في 7 يناير 1875 في مينيسوتا في الولايات المتحدة، وتوفي في 28 يوليو 1936 في مركز والتر ريد الطبي العسكري الوطني ‏ في الولايات المتحدة.

## وصلات خارجية
- جورج س. ثورب على موقع الموسوعة البريطانية (الإنجليزية)